# Lineacoelotes strenuus
Lineacoelotes strenuus là một loài nhện trong họ Agelenidae.
Loài này thuộc chi Lineacoelotes. Lineacoelotes strenuus được Yajun Xu, S. Q. Li & Jia-Fu Wang miêu tả năm 2008.